# پیروردی‌لر
پیروردی‌لر (به لاتین: Pirverdilər، پیش‌تر شاهومیان Şaumyan) منطقه‌ای مسکونی در جمهوری آذربایجان است که در شهرستان داش‌کسن واقع شده است. این روستا ۸۲۰ نفر جمعیت دارد.